# La Chapelle-Saint-Sauveur (Saona i Loara)
Chapelle-Saint-Sauveur – miejscowość i gmina we Francji, w regionie Burgundia-Franche-Comté, w departamencie Saona i Loara.
Według danych na rok 1990 gminę zamieszkiwało 691 osób, a gęstość zaludnienia wynosiła 25 osób/km² (wśród 2044 gmin Burgundii Chapelle-Saint-Sauveur plasuje się na 344. miejscu pod względem liczby ludności, natomiast pod względem powierzchni na miejscu 222.).